# Just Fontaine
Just Fontaine   (Marràqueix, 18 d'agost de 1933 - Tolosa, 28 de febrer de 2023) fou un futbolista professional francès nascut al Marroc.
Té el rècord de gols marcats en una única edició d'una Copa del Món de futbol, amb 13 gols a Suècia 58. A més, només Gerd Müller i Ronaldo han marcat més gols que ell en fases finals mundialistes (a data de 2008).
S'inicià a l'USM Casablanca, passant posteriorment a França, on defensà els colors de l'OGC Niça i de l'Stade de Reims, on jugà al costat de Raymond Kopa. Va jugar com a titular la final de la Copa d'Europa de 1959, que l'Stade de Reims va perdre contra el Reial Madrid al Neckarstadion de Stuttgart, i que suposà la quarta Copa d'Europa consecutiva per als blancs.
Es retirà el 1962 forçat per una lesió recurrent. Aleshores es dedicà a les tasques d'entrenador dirigint les seleccions de França i Marroc o clubs com el PSG o el Tolosa.
El novembre de 2003 fou nomenat Golden Player de França com el futbolista del país més destacat dels darrers 50 anys.

## Referències

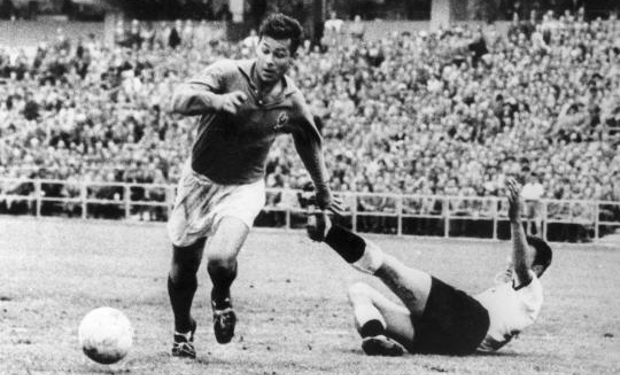
Fontaine jugant amb França el 1958.